# Johan van Oldenbarnevelt HBS

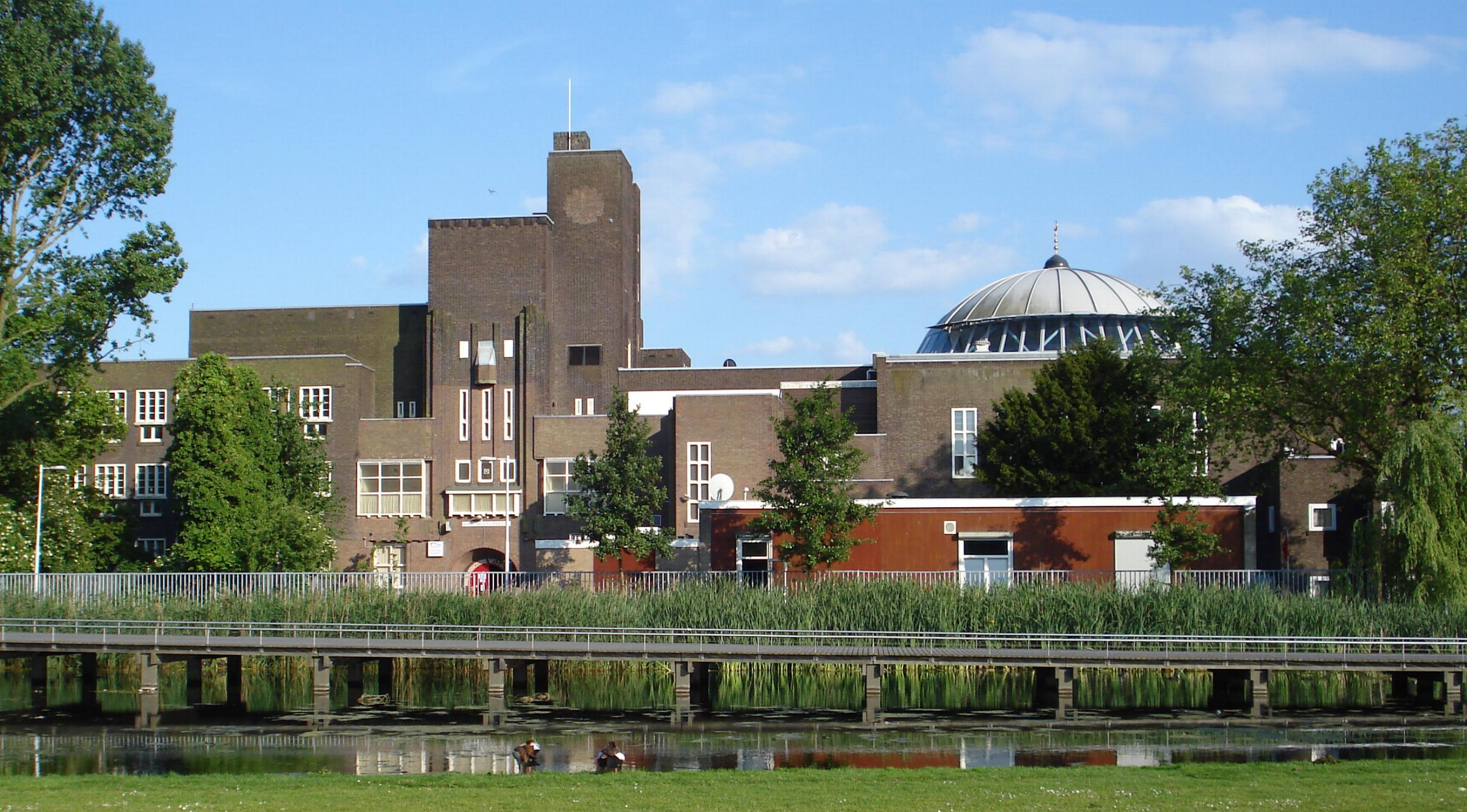
Voormalig hoofdgebouw, Afrikaanderplein 40

De Van Oldenbarnevelt HBS was een school gevestigd aan het Afrikaanderplein in de Afrikaanderwijk te Rotterdam.

## Geschiedenis
De school heette van 1920 tot 1951 de 'Derde Hoogere Burgerschool aan de Linker Maasoever'. Bij het 30-jarig bestaan zag de directeur, de heer P.A. van Ringelestijn, een lang gekoesterde wens in vervulling gegaan: de naam van Derde HBS werd veranderd in Van Oldenbarnevelt HBS & MMS. In 1972 werd het Scholengemeenschap Van Oldenbarnevelt. De school had toen de vestigingen: Afrikaanderplein, Frankendaal, Hillevliet, Klamdijk, Ravenswaard, Wielerstraat en Zwederstraat.
Johan van Oldenbarnevelt was ruim negen jaar (1576-1586) pensionaris van de stad Rotterdam geweest. Hij zou verantwoordelijk zijn geweest voor de aankoop van gronden waarop het schoolgebouw van de Derde HBS was opgetrokken. Al met al goede redenen om de naam van deze beroemde landsadvocaat te kiezen.
Overigens kon de keuze voor de naam Johan van Oldenbarnevelt niet op ieders instemming rekenen. Er werd dan op gewezen dat de vernoemde als lijfspreuk had 'nil scire tutissima fides' ofwel niets te weten is het veiligste geloof.
In 1993 werd de naam Van Oldenbarnevelt losgelaten en werd het Olympus College. In 2000 werd na een fusie met OSG Hugo de Groot de naam OSG Nieuw Zuid.

## Het Gebouw (1925)
De hbs aan het Afrikaanderplein was de eerste opdracht voor de architect Ad van der Steur in dienst van Gemeentewerken Rotterdam. Van der Steur ontwierp een groot aantal scholen in Rotterdam-Zuid, maar ook het Erasmiaans Gymnasium in Rotterdam-West.
Zoals vele architecten in gemeentelijke en overheidsdienst werkte Van der Steur in de jaren twintig in een aan Dudok en de Amsterdamse School verwante stijl. Zijn befaamdste ontwerp betrof een particuliere opdracht: het museum Museum Boymans.
De hbs is opgebouwd uit een aantal rechthoekige volumes, die in een monumentale entree samenkomen. Het gebouw is verder geheel van baksteen. Latere ontwerpen van Van der Steur zijn minder kubistisch en meer traditionalistisch. De in 1920 opgericht school was aanvankelijk in een houten noodgebouw gevestigd.
De hbs vormt de monumentale afsluiting van het Afrikaanderplein. Aan de school was de Botanische Tuin Afrikaanderwijk verbonden met een tuinmanswoning. Het gebouw bestaat uit twee delen aan weerszijden van de monumentale entree met hoofdtrappenhuis. Een langgerekt gedeelte van drie bouwlagen bevat de lokalen, met theorie- en vaklokalen aan weerszijden van een middengang. Het bouwdeel aan de andere zijde bevat bijzondere ruimtes zoals gymnastieklokalen en aula. Aan het eind van het langgerekte lokalengedeelte ligt de bibliotheek en een tweede trappenhuis. Op de begane grond liggen de afwijkende vaklokalen, op de verdiepingen de standaard theorielokalen. De lokalenvleugel heeft een strakke, ritmische gevel. De kopgevel is voorzien van balkons en buitentrappen. In het interieur zijn de gangen tot op deurhoogte in geglazuurde baksteen uitgevoerd. Het schilderwerk was in frisse kleuren als rood, blauw, geel, groen en oranje uitgevoerd.
In het hoge middendeel bevindt zich het hoofdtrappenhuis. Bij de hoofdtoegang bevinden zich de kamer van de directeur en de conciërgeruimte. Op de verdieping boven de entree was de docentenkamer gesitueerd. Op de tweede verdieping was een tweede bibliotheek en een lijntekenzaal gesitueerd, op de derde verdieping de handtekenzaal. Daarboven was een bergzolder met donkere kamer. Op de begane grond was de enige verbinding met het massieve bouwdeel aan de westkant. Dat bevatte twee gymnastieklokalen op de begane grond en een aula voor vierhonderd personen erboven. Het gebouw had een eigen entree. In de kelder was een fietsenstalling en een afzonderlijk te gebruiken badhuis gesitueerd.
Het gebouw, de botanische tuin en de tuinmanswoning staan op de Lijst van rijksmonumenten in Rotterdam. Het gebouw is sinds 1996 onderdeel van een Turks Cultureel Centrum en bevat de Kocatepe Moskee. Daarvoor is boven de aula een glazen koepel aangebracht.